# أندي ليويلين
أندي ليويلين (بالإنجليزية: Andy Llewellyn)‏ هو لاعب كرة قدم بريطاني في مركز الدفاع، ولد في 26 فبراير 1966 في برستل في المملكة المتحدة. لعب مع نادي إكزتر سيتي ونادي بريستول سيتي ونادي هيرفورد ويوفل تاون.